# Ostoja nad Bobrem
Ostoja nad Bobrem este o arie protejată (sit de importanță comunitară — SCI) din Polonia întinsă pe o suprafață de 13.585,41 ha, integral pe uscat.

## Localizare
Centrul sitului Ostoja nad Bobrem este situat la coordonatele 51°01′43″N 15°39′27″E / 51.0287°N 15.6575°E.

## Înființare
Situl Ostoja nad Bobrem a fost declarat sit de importanță comunitară în martie 2007 pentru a proteja 11 specii de animale.

## Biodiversitate
Situată în ecoregiunea continentală, aria protejată conține 13 habitate naturale: Râuri de munte și vegetația erbacee de pe malurile acestora, Cursuri de apă de la nivel de câmpie la nivel montan, cu vegetație Ranunculion fluitantis și Callitricho-Batrachion, Pajiști uscate seminaturale și facies de acoperire cu tufișuri pe substraturi calcaroase (Festuco-Brometalia) (* situri importante pentru orhidee), Formațiuni ierboase bogate în specii de Nardus, dezvoltate pe substraturi silicioase în zone montane (și în zone submontane, în Europa continentală), Liziere de ierburi înalte hidrofile de câmpie și de nivel montan până la alpin, Fânețe de joasă altitudine (Alopecurus pratensis, Sanguisorba officinalis), Pante stâncoase silicioase cu vegetație casmofită, Păduri de fag Luzulo-Fagetum, Păduri de fag Asperulo-Fagetum, Păduri de stejar și carpen Galio-Carpinetum, Păduri pe pante, grohotișuri și ravene de Tilio-Acerion, Păduri acidofile de stejar bătrân cu Quercus robur pe câmpii nisipoase, Păduri aluvionare cu Alnus glutinosa și Fraxinus excelsior (Alno-Padion, Alnion incanae, Salicion albae).
La baza desemnării sitului se află mai multe specii protejate:
- amfibieni (2): buhai de baltă cu burta roșie (Bombina bombina), triton cu creastă (Triturus cristatus)
- mamifere (2): liliac cârn (Barbastella barbastellus), liliac comun (Myotis myotis)
- nevertebrate (3): fluturele purpuriu (Lycaena dispar), Phengaris nausithous, Phengaris teleius
- pești (4): zglăvoacă (Cottus gobio), cicar (Lampetra planeri), țipar (Misgurnus fossilis), boarță (Rhodeus amarus)